# José Asmuz
José Asmuz (São Francisco de Paula, 21 de novembro de 1927 – Porto Alegre, 31 de julho de 2016) foi um piloto de automobilismo e dirigente esportivo brasileiro. Foi presidente do Sport Club Internacional por seis anos em duas oportunidades: em 1980/81 e 1990/93. Emprestou seu nome para batizar uma parte do Jardim Dona Leopoldina.
Faleceu na noite do dia 31 de julho de 2016, aos 89 anos, vítima de uma parada cardíaca, sendo velado no Salão Nobre do Beira-Rio. A notícia foi divulgada, via Facebook, pela filha do ex-dirigente colorado, Roberta Asmuz.

## Piloto decarreteras
Filho de imigrantes sírios, da década de 1950 até o ano de 1968 foi piloto de carreteras (cupês Ford ou Chevrolet modificados com motores V8 de Corvette ou de Ford Thunderbird), se tornando vitorioso, e também maior rival de Catarino Andreatta, na época, o maior piloto de carreteras do Rio Grande do Sul. 
Foi campeão gaúcho de automobilismo em 1963.
Com a vitória dos paulistas Jan Balder e Chico Landi nos 250 Quilômetros de Porto Alegre em 1968, a bordo de uma BMW 2002, ele e outros pilotos gaúchos perceberam que a época de ouro dos cascudos já havia acabado. A partir de 1970 passou a competir de Chevrolet Opala, chegando inclusive, a fazer dupla com o radialista e também piloto Pedro Carneiro Pereira, até se aposentar em meados dos anos 1970.
Foi citado como ídolo por Emerson Fittipaldi.

## Dirigente do Inter
O Internacional foi o primeiro clube do Rio Grande do Sul a ser finalista da Libertadores; empatou no Estádio Beira-Rio em 0 x 0 mas perdeu por 1 x 0 no jogo de volta no Estádio Centenário para o Nacional do Uruguai.
Paulo Roberto Falcão, que jogava no Internacional desde 1973, foi contratado pela Roma depois da final da Libertadores.

### Títulos conquistados
- Campeonato Gaúcho de Futebol de 1981
- Campeonato Gaúcho de Futebol de 1991
- Campeonato Gaúcho de Futebol de 1992
- Copa do Brasil de 1992